# Shi

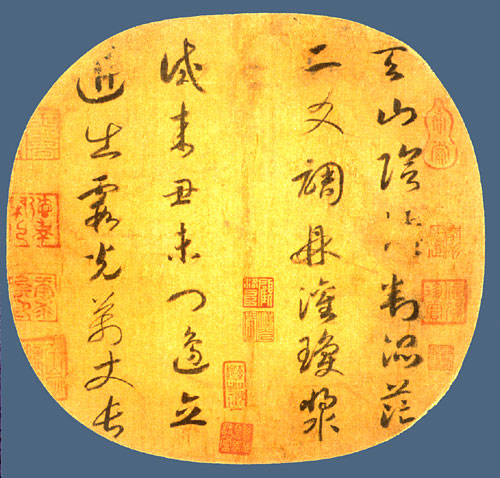
Fyrarading på Himmelsberget, av kejsar Gaozong av Songdynastin.

Shi (詩) är kinesiskans ord för poesi eller dikt. Ordet kan användas som en generell term för alla slags kinesisk poesi, men vanligen används det för att beteckna den klassiska versform som nådde sin höjdpunkt under Tangdynastin (618–907). I denna senare, inskränkta bemärkelse omfattar shi de två formerna gushi och jintishi. Motiven i dikterna är högst varierade; särskilt vanliga är kanske vemod, landskapsskildringar och rofyllt lantliv, men även ilsken samhällskritik förekommer, riktad till exempel mot krigets grymheter, eller korruptionen vid hovet. För de bildade samhällsklasserna i kejsartidens Kina var det en självklarhet att vara hemmastadd i shi-poesin och det har även ingått i de kejserliga examinationerna för blivande ämbetsmän att författa shi-dikter. Genren blomstrade som allra intensivast under Tangdynastin från vilken fler än 48.900 shi-dikter finns bevarade, men ännu lär sig kinesiska barn shi-dikter utantill i skolan, och många rader ur dem har status av talesätt eller bevingade ord.

## Gushi
Gushi (kinesiska: 古詩?, pinyin: gŭshī) eller gutishi (kinesiska: 古體詩?, pinyin: gŭtǐshī "gammelvers") är vers med antingen fem eller sju stavelser (skrivtecken) i varje rad. Ordet används i synnerhet för att påtala att en dikt inte är en jintishi. När man skrev gushi hade man inga andra formella begränsningar än dem som gällde radlängd och rim (i varannan rad). Detta var därför den form man föredrog för berättande dikter, och den användes även av skalder som eftersträvade en ledig eller fantasifull stil; Li Bai är den mest framstående av dessa, men de flesta av de stora skalderna skrev gushi av rang.

## Jintishi
Jintishi (kinesiska: 近體詩?, pinyin: jìntǐshī) är det versmått som framför alla andra använts för korta, impressionistiska dikter, mycket ordknappa och starkt koncentrerade. Dikterna påminner därvidlag om japanska haiku, fast dessa driver koncentrationen ännu länge. Verstekniskt följer jintishi ytterst detaljerade regler – det är alltså svårt att skriva jintishi, och bland annat därför har dessa dikter i över tusen år i Kina ansetts utgöra den allra förnämligaste lyriken. 

### Historia
Jintishi utvecklades under Tangdynastin (618–907) ur den äldre formen gutishi, men är på flera sätt betydligt mera reglerad än denna. En nyhet var att man tog hänsyn till det kinesiska språkets ordtoner och byggde upp versscheman för dessa. Från sin uppkomst och ända till den fria versens genombrott under 1900-talet kan jintishi sägas ha betraktats som det främsta versmåttet i kinesisk lyrik. Även efter den klassiska kulturens kollaps i samband med Fjärde maj-rörelsen 1919 har man då och då författat jintishi; till exempel publicerade Kinas kommunistiska partis mångårige ordförande Mao Zedong flera dikter skrivna på detta versmått. Jintishi fick betydelse även utanför Kina; i Vietnam blev den under namnet Đường luật lika dominerande som i Kina, och i Japan har möjligen haikun utvecklats ur den enstrofiga jintishin.
På 1900-talet kom genrens stränga metrikregler att upplevas som en tvångströja som man med självklarhet revolterade mot. Även själva dess språk blev nu föråldrat; jintishi hade alltid författats på klassisk kinesiska och dikternas begränsade längd var avpassad för detta korthuggna språk, men i den nya talspråkslitteraturen som växte fram räckte inte versens format till. Icke desto mindre räknas jintishi, särskilt de från Tangdynastin, som en omistlig del av Kinas litterära arv. Just det lilla formatet och de stränga reglerna har gjort att man liknat jintishin vid en liten tavla, där man inom en trång men konstfullt utförd ram tecknar en ögonblicksbild ur tillvaron.
Särskilt berömda för sina jintishi är Li Bai (Li Po), Du Fu (Tu Fu), Wang Wei, Meng Haoran och Bai Juyi (Po Chü-i), samtliga verksamma under 700- och 800-talen.

### Ett exempel på jintishi
Så här kan en jintishi se ut, med skrivtecken, i transkription och i svensk översättning:

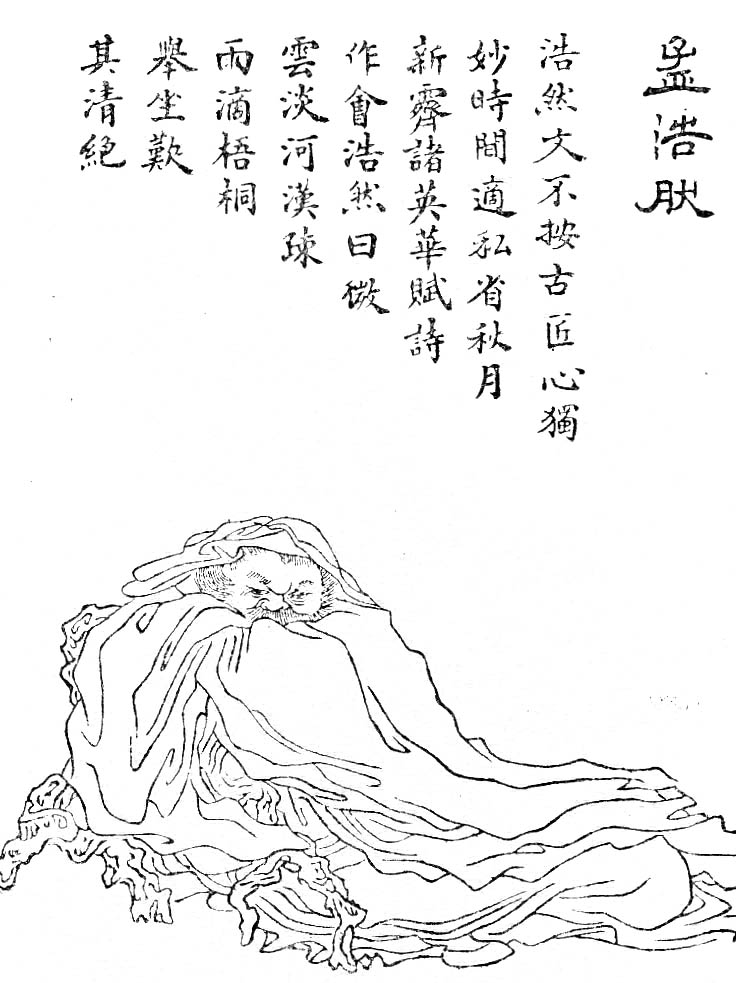
Meng Haoran

Övernattning vid De-floden, av Meng Haoran.
移舟泊煙渚
日暮客愁新
野曠天低樹
江清月近人
Yí zhōu, bó yān zhŭ.
Rì mù, kè chóu xīn.
Yĕ kuàng, tiān dī shù.
Jiāng qīng, yuè jìn rén.
Flytta båt, förtöja dimma holme.
Sol skymning, gäst bekymrad ny.
Vildmark öde, himmel låg träd.
Flod ren, måne nära människa.
Eller på flytande svenska:
Vi förtöjer båten vid en dimmig kobbe.
Det skymmer, och du ser bekymrad ut.
Här i ödemarken sänker himlen sig mot träden.
Här på floden närmar månen sig människorna.

### Metrik

#### Rytm, rim och annat
En jintishi har antingen fyra eller åtta rader. Den åttaradiga formen kan man om man vill uppfatta som tvåstrofig, men de två stroferna har inte riktigt samma byggnad. Alla rader i en jintishi har lika många stavelser, antingen fem eller sju, och det finns en cesur, en naturlig paus, före tredje stavelsen från radslutet. Till skillnad från förhållandet i japansk vers är det lätt att räkna stavelserna, för i kinesiskan utgör varje skrivtecken en stavelse, vilket inte är fallet i japanskan. Varje rad är en avslutad fras; kinesisk vers arbetar inte med överklivningar eller oväntade meningsslut mitt i en rad.
I den tvåstrofiga varianten ska rad tre och fyra vara uppbyggda likadant – man säger att de uppvisar parallellism – och likaså ska rad fem vara parallell med rad sex. Mer precist innebär parallellismen att raderna har samma grammatiska uppbyggnad. Om till exempel stavelse 1 och 2 i den ena raden är ett adverbial ska även stavelse 1 och 2 i den andra raden vara adverbial; om stavelse 3 i den ena raden är subjekt ska även stavelse 3 i den andra raden vara subjekt och så vidare. Naturligtvis är det bra om raderna liknar varandra också innehållsligt. Även i enstrofig – alltså fyraradig – jintishi kan parallellism förekomma men är där inte nödvändig. I dikten Övernattning vid De-floden ovan har vi parallellism mellan rad 3 och 4.
Jintishi använder slutrim liksom europeisk vers, det vill säga de rimmande orden slutar på samma vokal och konsonant. Rimmet ligger på den sista stavelsen i de jämna raderna, ofta även på sista stavelsen i diktens första rad. Man har ett och samma rim genom hela dikten, även i den tvåstrofiga varianten. Rimmen i de gamla dikterna är ofta inte riktigt rena när man läser med nutida uttal, det har skett ljudförändringar sedan Tangdynastin. I Övernattning vid De-floden är rimorden xīn och rén.

#### Tonscheman

##### Tonsystemet
Tonreglerna i jintishi är synnerligen invecklade. I själva verket handlar det om två scheman utan samband med varandra. Det ena schemat berör radens nästnästsista och sista stavelse, det andra berör stavelser med jämna nummer, alltså nummer 2 – 4 – 6. Kinesisk verslära räknar bara med två toner; den ena kallas jämn (kinesiska: 平?, pinyin: píng) och den andra sned (kinesiska: 仄?, pinyin: zé)). Detta är en förenkling jämfört med det talade språket: medeltidskinesiskan som talades under Tangdynastin hade i själva verket fyra olika toner, men när det gällde poesi räknades en av dessa som jämn och de övriga tre som sneda. När man idag läser de gamla dikterna med samma uttal som i nutida mandarin, går det för det mesta lätt att avgöra om ett ord hade jämn eller sned ton. Ord som i mandarin har första eller andra ton (skrivet med makron ā respektive akut accent á) brukar nämligen i versläran ha jämn ton, och ord med tredje eller fjärde ton (båge ǎ respektive grav accent à) i mandarin har sned ton i versläran. Systemet trasslas dock till av att en del ord som hade sned ton (närmare bestämt ord som på medeltiden slutade på klusil) kommit att få första eller andra ton i mandarin.

##### Tonschemat i radslut
- Alternativ I: Det vanligaste är att alla rimorden har jämn ton. Då ska de rader som inte rimmar sluta med sned ton. I alla rader har den nästnästsista stavelsen motsatt ton mot sista stavelsen. I Övernattning vid De-floden ovan har rimorden xīn och rén jämn ton och matchas två stavelser före av kè och yuè med sned ton. Rad 1 och 3 saknar rim; deras slutstavelser zhŭ och shù är sneda och två stavelser tidigare har vi de jämna bó och tiān.
- Alternativ II: Ibland har författaren i stället valt att låta rimmen ha sned ton. Då blir hela schemat precis tvärtom mot i alternativ I.

##### Tonschemat i stavelserna 2-4-6
I dessa stavelser alternerar tonerna. Första raden har antingen växlingen jämn–sned–jämn  eller sned–jämn–sned. Strofens sista rad har i dessa stavelser samma tonschema som första raden, medan strofens två inre rader har de motsatta tonerna. Om raderna bara har fem stavelser stryks naturligtvis stavelse 6 ur schemat. 
I Övernattning vid De-floden har dock rad 1 oväntat nog zhōu – yān, alltså två jämna stavelser, så här har författaren brutit mot reglerna, något som faktiskt förekommer rätt ofta. Om vi emellertid låtsas att yān har sned ton så stämmer resten av versen. Rad 2 har mù (sned) – chóu (jämn), rad 3 kuàng (sned) – dī (jämn) och rad 4 qīng (jämn) – jìn (sned).
Om dikten har två strofer, har stavelserna 2–4–6 precis samma schema i andra strofens rader som i första strofens.

## Shi på svenska
De flesta antologier av klassisk kinesisk lyrik i svensk översättning innehåller många shi, till exempel:
- Kineser : kinesiska dikter i översättning av Hwang Tsu-yü och Alf Henrikson; med vinjetter av Birger Lundquist. Bonnier. Stockholm 1945
- Jadeberget : kinesisk lyrik från Tangdynastin 618-906 på svenska av Erik Blomberg. Stockholm 1944
- Mao Zedong: Den långa marschen : Mao Zedongs 38 dikter tolkade och kommenterade av Göran Malmqvist. W&W, Stockholm 1973. ISBN 91-46-10878-5
- Skuggspel, klara vatten : Tangdikter tolkningar: Lars Bergquist; i samarbete med Li Keqian. Norstedt. Stockholm 1990. ISBN 91-1-891652-X

På svenska är det naturligtvis omöjligt att återge de kinesiska originalens versmått. Oftast har man helt enkelt översatt till fri vers.